# Robert Y. Hayne
Robert Y. Hayne (Dél-Karolina, 1791. november 10. – Asheville, 1839. szeptember 24.) amerikai politikus, szenátor (Dél-Karolina, 1823 – 1832), Dél-Karolina kormányzója (1832 ‑ 1834), Charleston polgármestere (1835 ‑ 1837).

## Pályafutása
Charlestoni magániskolákban tanult, majd jogot hallgatott, és 1812-ben szakvizsgázott. Részt vett az 1812-es brit-amerikai háborúban. 1814-től 1818-ig az állami törvényhozás tagja, 1818-ban házelnöke volt.
1822-ben megválasztották szenátornak, és 1823. március 4-től képviselte államát a washingtoni szenátusban. 1828-ban újraválasztották, és végül 1832. december 13-ig szolgált, amikor is lemondott, hogy állama kormányzója legyen. 1832-től 1834-ig Dél-Karolina kormányzója, 1835-től 1837-ig Charleston polgármestere volt. 1836-tól haláláig a Louisville, Cincinnati & Charleston Railroad vasúttársaság vezetője volt. 1839-ben az észak-karolinai Asheville-ben hunyt el. Charlestonban temették el.